# The Wild, the Innocent & the E Street Shuffle
| 전문가 평가                   | 전문가 평가 |
| 평가 점수                     | 평가 점수   |
| 출처                          | 점수        |
| ----------------------------- | ----------- |
| AllMusic                      | [ 5 ]       |
| Chicago Tribune               | [ 6 ]       |
| Christgau's Record Guide      | A–          |
| Encyclopedia of Popular Music | [ 8 ]       |
| Goldmine                      | [ 9 ]       |
| MusicHound Rock               | 4/5         |
| Q                             | [ 11 ]      |
| The Rolling Stone Album Guide | [ 12 ]      |
| Sputnikmusic                  | 4.5/5       |
| Tom Hull – on the Web         | B           |

《The Wild, the Innocent & the E Street Shuffle》은 미국의 록 싱어송라이터 브루스 스프링스틴의 두 번째 스튜디오 음반이다. 뉴욕 블로벨트의 914 사운드 스튜디오에서 E 스트리트 밴드와 함께 스프링스틴이 녹음했으며, 1973년 11월 5일, 컬럼비아 레코드에 의해 발매되었다. 1985년까지 밴드에서 가장 많이 사용했던 세트 클로징 곡인 〈Rosalita (Come Out Tonight)〉를 포함한다.
올해 초 발매된 스프링스틴의 첫 음반과 마찬가지로, 《The Wild, the Innocent & the E Street Shuffle》은 비판적으로 좋은 평가를 받았으나 당시에는 상업적인 성공을 거두지 못했다. 하지만, 스프링스틴이 《Born to Run》으로 인기를 얻자, 이 음반의 몇몇 선곡은 인기 있는 FM 라디오 방송과 콘서트 인기곡이 되었다. 2009년 11월 7일, 스프링스틴과 E 스트리트 밴드는 매디슨 스퀘어 가든에서 열린 콘서트에서 처음으로 음반 전체를 연주했다.

## 녹음
녹음은 1973년 5월 14일에 시작되었는데, 6월 28일에 끝날 〈Circus Song〉에 하루를 보내고 〈Wild Billy's Circus Story〉라는 제목을 다시 붙였다. 이틀 후, 〈The Fever〉은 한 번에 녹음되었다가 폐기되고 음반에 수록되지 않았다. 세션은 6월 22일까지 재개되지 않았지만, 모든 백 트랙과 대부분의 음반은 이번 주말까지 녹음될 것이다. 1973년 9월 23일은 〈Kitty's Back〉의 마지막 구절인 〈4th of July, Asbury Park (Sandy)〉의 마지막 구절인 〈Rosalita (Come Out Tonight)〉와 〈Incident On 57th Street〉이 처음부터 녹음되어 완성되어 있는 세션의 마지막 날이었다. 이 곡들과 함께, 이 음반은 8월 7일에 완성된 〈New York City Serenade〉와 6월 28일에 한 세션에서 녹음된 〈The E Street Shuffle〉로 구성될 것이다.

## 음악 스타일
전기 작가 피터 에임스 칼린에 따르면, 스프링스틴은 《The Wild, the Innocent & the E Street Shuffle》과 함께 "풀밴드 로큰롤에 대한 새로운 열정"을 개발했다고 한다. 스푸트니크뮤직 평론가 애덤 토머스는 후에 이 음반이 1973년 스프링스틴의 데뷔 음반 《Greetings from Asbury Park, N.J.》의 포크의 영향에서 출발했으며 대신 "향수를 불러일으키는 로큰롤과 영혼의 R&B'의 웅장한 융합"이 특징이었다고 썼다.

## 곡 목록
모든 곡들은 브루스 스프링스틴에 의해 작사/작곡하였다.
| #  | 제목                                 | 재생 시간 |
| -- | ------------------------------------ | --------- |
| 1. | 〈The E Street Shuffle〉             | 4:31      |
| 2. | 〈4th of July, Asbury Park (Sandy)〉 | 5:36      |
| 3. | 〈Kitty's Back〉                     | 7:09      |
| 4. | 〈Wild Billy's Circus Story〉        | 4:47      |

| #  | 제목                            | 재생 시간 |
| -- | ------------------------------- | --------- |
| 1. | 〈Incident on 57th Street〉     | 7:45      |
| 2. | 〈Rosalita (Come Out Tonight)〉 | 7:04      |
| 3. | 〈New York City Serenade〉      | 9:55      |

## 인증
| 국가                       | 인증        | 판매량/출하량 |
| -------------------------- | ----------- | ------------- |
| 오스트레일리아 (ARIA)      | 골드        | 35,000^       |
| 독일                       | —           | 100,000       |
| 영국 (BPI)                 | 실버        | 60,000^       |
| 미국 (RIAA)                | 2× 플래티넘 | 2,000,000^    |
| ^출하량을 기반으로 한 인증 |             |               |